# Warren (Maine)
Warren ist eine Town im Knox County des Bundesstaates Maine in den Vereinigten Staaten. Im Jahr 2020 lebten dort 4865 Einwohner in 1889 Haushalten auf einer Fläche von 126,26 km².

## Geografie
Nach dem United States Census Bureau hat Warren eine Gesamtfläche von 126,26 km², von der 120,36 km² Land sind und 5,91 km² aus Gewässern bestehen.

### Geografische Lage
Warren liegt im Westen des Knox Countys und grenzt an das Lincoln County. Im Norden des Gebietes liegen der Seven Tree Pond und der Crawford Pond, im Westen der North Pond und der South Pond. Der St. Georges River fließt in südliche Richtung, durchfließt den Seven Tree Pond und mündet bei Thomaston im Atlantischen Ozean. Die Oberfläche des Gebietes ist eher eben, ohne nennenswerte Erhebungen.

### Nachbargemeinden
Alle Entfernungen sind als Luftlinien zwischen den offiziellen Koordinaten der Orte aus der Volkszählung 2010 angegeben.
- Norden: Union, 6,3 km
- Nordosten: Rockport, 16,8 km
- Osten: Rockland, 12,5 km
- Südosten: Thomaston, 8,0 km
- Süden: Cushing, 4,8 km
- Westen: Waldoboro, Lincoln County, 15,6 km

### Stadtgliederung
In Warren gibt es mehrere Siedlungsgebiete: East Warren, East Waldoboro, Finntown, Georges River, Highland, North Warren, Patterson Mill, Pleasantville, South Warren, Spears, Warren (Warren Village), Warren Station, White Oak Corner (Whiteoak Corner), Whitney Corner, Wattons Mill (Wottons Mill, ehemals Hilts Mill) und West Warren.

### Klima
Die mittlere Durchschnittstemperatur in Warren liegt zwischen −7,2 °C (19 °Fahrenheit) im Januar und 20,6 °C (69 °Fahrenheit) im Juli. Damit ist der Ort gegenüber dem langjährigen Mittel der USA um etwa 6 Grad kühler. Die Schneefälle zwischen Oktober und Mai liegen mit bis zu zweieinhalb Metern mehr als doppelt so hoch wie die mittlere Schneehöhe in den USA; die tägliche Sonnenscheindauer liegt am unteren Rand des Wertespektrums der USA.

## Geschichte
Warren war Teil des Muscongus, später Waldo Patent genannten Grants, gehörte zur St. George Plantation und wurde Upper Town of St. George genannt. Unter der Schirmherrschaft von Samuel Waldo wurde das Gebiet ab 1736 besiedelt. Weitere Siedler zumeist deutsche, irische und englische und schottische, kamen nach Anwerbung durch Waldo im Jahr 1752. Als Town wurde Warren am 7. November 1776 organisiert. Benannt wurde die neue Town nach Joseph Warren, der kurz zuvor bei der Schlacht von Bunker Hill gefallen war.
Aus dem östlichen Teil von Warren wurde 1777 die Town Thomaston organisiert. In den Jahren 1798 und 1864 wurde weiteres Land an Thomaston abgegeben. An Cushing wurde 1807 und an Camden im Jahr 1836 Land abgegeben.
Eine erste Eisenbahnverbindung wurde 1889 durch die Knox Railroad hergestellt. Sie verband Union mit Rockland. Die Strecke wurde 1932 stillgelegt. 1990 gründete sich die Maine Coast Railroad, die die Bahnstrecke Portland–Rockland pachtete. Nachdem der Pachtvertrag im Jahr 2000 nicht verlängert worden war, löste sich die Maine Coast Railroad auf. Die Maine Eastern Railroad übernahm vier Jahre später die Strecke.

### Einwohnerentwicklung
| Volkszählungsergebnisse – Town of Warren, Maine | Volkszählungsergebnisse – Town of Warren, Maine | Volkszählungsergebnisse – Town of Warren, Maine | Volkszählungsergebnisse – Town of Warren, Maine | Volkszählungsergebnisse – Town of Warren, Maine | Volkszählungsergebnisse – Town of Warren, Maine | Volkszählungsergebnisse – Town of Warren, Maine | Volkszählungsergebnisse – Town of Warren, Maine | Volkszählungsergebnisse – Town of Warren, Maine | Volkszählungsergebnisse – Town of Warren, Maine | Volkszählungsergebnisse – Town of Warren, Maine |
| Jahr                                            | 1700                                            | 1710                                            | 1720                                            | 1730                                            | 1740                                            | 1750                                            | 1760                                            | 1770                                            | 1780                                            | 1790                                            |
| ----------------------------------------------- | ----------------------------------------------- | ----------------------------------------------- | ----------------------------------------------- | ----------------------------------------------- | ----------------------------------------------- | ----------------------------------------------- | ----------------------------------------------- | ----------------------------------------------- | ----------------------------------------------- | ----------------------------------------------- |
| Einwohner                                       |                                                 |                                                 |                                                 |                                                 |                                                 |                                                 |                                                 |                                                 |                                                 | 646                                             |
| Jahr                                            | 1800                                            | 1810                                            | 1820                                            | 1830                                            | 1840                                            | 1850                                            | 1860                                            | 1870                                            | 1880                                            | 1890                                            |
| Einwohner                                       | 939                                             | 1443                                            | 1825                                            | 2030                                            | 2228                                            | 2428                                            | 2321                                            | 1974                                            | 2166                                            | 2037                                            |
| Jahr                                            | 1900                                            | 1910                                            | 1920                                            | 1930                                            | 1940                                            | 1950                                            | 1960                                            | 1970                                            | 1980                                            | 1990                                            |
| Einwohner                                       | 2069                                            | 1812                                            | 1500                                            | 1429                                            | 1458                                            | 1576                                            | 1678                                            | 1864                                            | 2566                                            | 3192                                            |
| Jahr                                            | 2000                                            | 2010                                            | 2020                                            | 2030                                            | 2040                                            | 2050                                            | 2060                                            | 2070                                            | 2080                                            | 2090                                            |
| Einwohner                                       | 3794                                            | 4751                                            | 4865                                            |                                                 |                                                 |                                                 |                                                 |                                                 |                                                 |                                                 |

## Kultur und Sehenswürdigkeiten

### Bauwerke
In Warren wurde der Georges River Canal unter der Register-Nr. 70000048 im Jahr 1970 unter Denkmalschutz gestellt und ins National Register of Historic Places aufgenommen.

## Wirtschaft und Infrastruktur

### Verkehr
Der U.S. Highway 1 verläuft in westöstlicher Richtung durch Warren. Die Maine State Route 131 verläuft in nordsüdlicher Richtung und kreuzt die in westöstlicher Richtung verlaufende Maine State Route 90.
Warren ist durch die Bahnstrecke Portland–Rockland an den nationalen Personenfernverkehr angeschlossen.

### Öffentliche Einrichtungen
Es gibt keine medizinischen Einrichtungen oder Krankenhäuser in Warren. Die nächstgelegenen befinden sich in Camden und Rockland.
In Warren befindet sich die Warren Free Public Library in der Maine Street. Sie geht auf Ursprünge von 1787 zurück.

### Bildung
Warren gehört zusammen mit Friendship, Union, Waldoboro und Washington zur Regional School Unit 40.
Im Schulbezirk werden mehrere Schulen angeboten:
- Friendship Village School; Schulklassen Kindergarten bis 6. Schuljahr, in Friendship
- Miller School; Schulklassen Pre-Kindergarten bis 6. Schuljahr, in Union
- Union Elementary School; Schulklassen Pre-Kindergarten bis 6. Schuljahr, in Union
- Prescott Memorial School; Schulklassen Kindergarten bis 6. Schuljahr, in Waldoboro
- Warren Community School; Schulklassen Pre-Kindergarten bis 5. Schuljahr, in Warren
- Medomak Middle School; Schulklassen 7–8, in Waldoboro
- Medomak Valley High School; Schulklassen 9–12, in Waldoboro
- Rivers Alternative Middle School, in Union

## Persönlichkeiten

### Persönlichkeiten, die vor Ort gewirkt haben
- Freeman Tilden (1883–1980), Politiker und Maine Attorney General